# MercedesCup 2010
MercedesCup 2010 — тенісний турнір, що проходив на ґрунтових кортах у місті Штутгарт, Німеччина з 12 липня . Належав до категорії ATP World Tour 250.

## Фінальна частина

### Одиночний розряд
Альберт Монтаньєс —  Гаель Монфіс 6–2, 1–2 завершення_кар'єри[c]

### Парний розряд
Карлос Берлок /  Едуардо Шванк —  Крістофер Кас /  Філіпп Пецшнер 7–6(7–5), 7–6(8–6)